# Copa de Alemania de 1936
La Copa de Alemania de 1936 fue la segunda edición de la copa anual de fútbol de la Alemania nazi en la que participaron 5291 equipos desde la ronda de clasificación para definir a 64 clasificados a la llave principal.
El VfB Leipzig venció en la final al FC Schalke 04 en el Olympiastadion para ganar su primera copa nacional.

## Primera Ronda
Se jugaron los partidos del 7 de junio al 16 de agosto.
| Equipo 1                  | Resultado  | Equipo 2                     |
| ------------------------- | ---------- | ---------------------------- |
| SV Algermissen            | 1-4        | Werder Bremen                |
| VfB Peine                 | 2-0        | Hannover 96                  |
| Westmark 05 Trier         | 3-1        | FV Saarbrücken               |
| Kölner CfR                | 0-0        | SSV Vingst 05                |
| Wacker Marktredwitz       | 0:1        | VfB Stuttgart                |
| Viktoria 89 Berlin        | 2-1        | Wacker Leipzig               |
| Sportvg Feuerbach         | 5-2        | Karlsruher FC Phönix         |
| 1. FC Pforzheim           | 7-0        | FK Pirmasens                 |
| 1. FC Schweinfurt 05      | 4-0        | FC Hanau 93                  |
| BC Hartha                 | 8-0        | Wacker Halle                 |
| Cherusker Görlitz         | 1-2        | Berliner SV 92               |
| CSC 03 Kassel             | 1-2        | Polizei Chemnitz             |
| Altona 93                 | 3-5        | Wacker 04 Berlin             |
| FC Bayern München         | 3-4        | 1. SSV Ulm 1928              |
| Freiburger FC             | 2-0        | Kickers Offenbach            |
| Hertha BSC                | 3-2        | Eimsbütteler TV              |
| Holstein Kiel             | 1-2 (t.e.) | SV Polizei Lübeck            |
| VfB Preußen Langenbielau  | 2-7        | Vorwärts-Rasensport Gleiwitz |
| SpVgg Röhlinghausen       | 2-1        | Arminia Bielefeld            |
| Stuttgarter Kickers       | 0-1        | TSV 1860 München             |
| Beuthen 09                | 3-2        | Minerva 93 Berlin            |
| VfB Leipzig               | 5-0        | 1. SV Jena                   |
| VfL Benrath               | 2-0        | Rheydter SV                  |
| VfvB Ruhrort              | 2-5        | FC Schalke 04                |
| SC Victoria Hamburg       | 6-1        | SV Dessau 05                 |
| Rot-Weiß Oberhausen       | 7-0        | SV ASA Atsch                 |
| SV Flörsheim              | 0-1        | SV Waldhof Mannheim          |
| MSV von der Goltz Tilsit  | 0-2        | SV Hindenburg Allenstein     |
| Viktoria Stolp            | 6-0        | Preußen Danzig               |
| Wormatia Worms            | 3-2 (t.e.) | VfB Friedberg                |
| SpVgg 08 Klafeld-Geisweid | 2-1        | Fortuna Düsseldorf           |
| 1. FC Nürnberg            | 7-0        | Planitzer SC                 |

### Replay
| Equipo 1      | Resultado | Equipo 2   |
| ------------- | --------- | ---------- |
| SSV Vingst 05 | 8-3       | Kölner CfR |

## Segunda Ronda
Los partidos se jugaron entre el 23 de junio y el 21 de agosto.
| Equipo 1                     | Resultado  | Equipo 2                  |
| ---------------------------- | ---------- | ------------------------- |
| Westmark 05 Trier            | 0-1        | VfB Stuttgart             |
| TSV 1860 München             | 3-3        | 1. FC Pforzheim           |
| 1. FC Schweinfurt 05         | 5-2        | Sportvg Feuerbach         |
| Berliner SV 92               | 4-1        | SuSV Beuthen 1909         |
| FC Schalke 04                | 2-0        | SpVgg Röhlinghausen       |
| Polizei Chemnitz             | 5-2        | Viktoria 89 Berlin        |
| 1. SSV Ulm 1928              | 3-0        | Freiburger FC             |
| SV Hindenburg Allenstein     | 2-1        | Viktoria Stolp            |
| SV Polizei Lübeck            | 1-3        | Hertha BSC                |
| VfB Peine                    | 1-0        | BC Hartha                 |
| Vorwärts Rasensport Gleiwitz | 2-2        | VfB Leipzig               |
| Wacker 04 Berlin             | 5-4        | Victoria Hamburg          |
| Werder Bremen                | 3-2 (t.e.) | Rot-Weiß Oberhausen       |
| Wormatia Worms               | 11-1       | SSV Vingst 05             |
| VfL Benrath                  | 3-2        | 1. FC Nürnberg            |
| SV Waldhof Mannheim          | 6-0        | SpVgg 08 Klafeld-Geisweid |

### Replay
| Equipo 1        | Resultado | Equipo 2                     |
| --------------- | --------- | ---------------------------- |
| 1. FC Pforzheim | 2-0       | TSV 1860 München             |
| VfB Leipzig     | 3-0       | Vorwärts Rasensport Gleiwitz |

## Tercera Ronda
Los partidos se jugaron entre el 5 y el 20 de septiembre.
| Equipo 1                 | Resultado | Equipo 2             |
| ------------------------ | --------- | -------------------- |
| VfB Stuttgart            | 0-0       | FC Schalke 04        |
| 1. SSV Ulm 1928          | 2-4       | 1. FC Schweinfurt 05 |
| 1. FC Pforzheim          | 1-2       | Wormatia Worms       |
| Wacker 04 Berlin         | 1-3       | Werder Bremen        |
| Polizei Chemnitz         | 0-1       | SV Waldhof Mannheim  |
| Hertha BSC               | 1-1       | VfL Benrath          |
| VfB Leipzig              | 2-0       | Berliner SV 92       |
| SV Hindenburg Allenstein | 1-3       | VfB Peine            |

### Replay
| Equipo 1      | Resultado | Equipo 2      |
| ------------- | --------- | ------------- |
| FC Schalke 04 | 6-0       | VfB Stuttgart |
| VfL Benrath   | 8-2       | Hertha BSC    |

## Cuartos de final
Los partidos se jugaron entre el 25 de octubre y el 8 de noviembre.
| Equipo 1            | Resultado | Equipo 2             |
| ------------------- | --------- | -------------------- |
| Werder Bremen       | 2-5       | FC Schalke 04        |
| SV Waldhof Mannheim | 1-2       | 1. FC Schweinfurt 05 |
| Wormatia Worms      | 3-3       | VfL Benrath          |
| VfB Peine           | 2-4       | VfB Leipzig          |

### Replay
| Equipo 1    | Resultado | Equipo 2       |
| ----------- | --------- | -------------- |
| Vfl Benrath | 2-3       | Wormatia Worms |

## Semifinales
Los partidos se jugaron entre el 8 y el 22 de noviembre.
| Equipo 1      | Resultado | Equipo 2          |
| ------------- | --------- | ----------------- |
| FC Schalke 04 | 3-2       | FC Schweinfurt 05 |
| VfB Leipzig   | 5-1       | Wormatia Worms    |

## Final
| 3 de enero de 1937 | VfB Leipzig           | 2–1     | Schalke 04    | Olympiastadion, Berlin                                  |                                                         |
|                    | May 21' · Gabriel 32' | Reporte | Kalwitzki 42' | Asistencia: 70 000 espectadores Árbitro(s): Egon Zacher | Asistencia: 70 000 espectadores Árbitro(s): Egon Zacher |

| VfB Leipzig | Schalke 04 |

| ARQ            |  | Bruno Wöllner    |
| DEF            |  | Erich Dobermann  |
| DEF            |  | Rudolf Große     |
| MED            |  | Gerhard Richter  |
| MED            |  | Erich Thiele     |
| MED            |  | Walter Jähnig    |
| DEL            |  | Hans Breidenbach |
| DEL            |  | Martin Schön     |
| DEL            |  | Jacob May        |
| DEL            |  | Georg Reichmann  |
| DEL            |  | Herbert Gabriel  |
| Entrenador:    |  |                  |
| Heinrich Pfaff |  |                  |

| ARQ          |  | Hermann Mellage    |
| DEF          |  | Hans Bornemann     |
| DEF          |  | Otto Schweisfurth  |
| MED          |  | Rudolf Gellesch    |
| MED          |  | Hermann Nattkämper |
| MED          |  | Otto Tibulski      |
| DEL          |  | Ernst Kalwitzki    |
| DEL          |  | Fritz Szepan       |
| DEL          |  | Ernst Poertgen     |
| DEL          |  | Ernst Kuzorra      |
| DEL          |  | Ernst Sontow       |
| Entrenador:  |  |                    |
| Hans Schmidt |  |                    |